# دوناتو و دختر
دوناتو و دختر (به انگلیسی: Donato and Daughter) یک فیلم درام جنایی آمریکایی محصول سال ۱۹۹۳ میلادی است. بازیگران اصلی این فیلم چارلز برانسون و دینا دلانی می‌باشند.

## بازیگران
- چارلز برانسون در نقش مایک دوناتو
- دینا دلانی - ستوان دنا دوناتو
- زاندر برکلی - راس لورینگ
- جنت گلدستاین - جودی مک‌کارتی
- لوئیس جیمبالوو - رئیس هیو هالیدی
- مارک آلیمو - پتسکی
- تام وریکا - بابی کیگان
- رابرت گوزت - بابینز
- بونی بارتلت - رناتا دوناتو
- جولیانا مک‌کارتی - آدل لورینگ
- پتی یاسوتاکه - دکتر استوارت
- ریچارد کوس - رئیس استون
- مایکل کاواناگ - وینی استلینو
- جولیانا مک‌کارتی - آدل لورینگ